# Johanna Nilsson (Autorin)

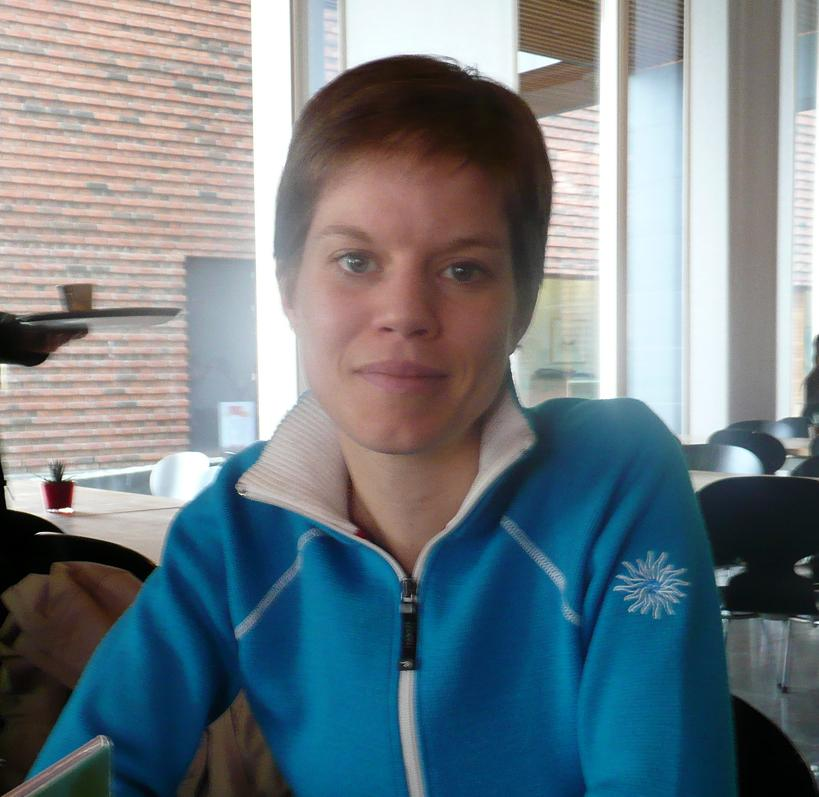
Johanna Nilsson

Johanna Nilsson, Pseudonym Amanda Lind (* 1973 in Uppsala) ist eine schwedische Autorin, die im deutschsprachigen Raum in erster Linie aufgrund ihrer Kinder- und Jugendbücher wahrgenommen wird. In ihrer schwedischen Heimat kennt man sie jedoch auch als Autorin von Erwachsenenliteratur und Spannungsromanen.

## Leben
Johanna Nilsson wurde 1973 als Tochter eines Missionars in Uppsala geboren und hat einen Bruder sowie eine Schwester.
Sie wuchs in Borlänge, der größten Stadt in der schwedischen Provinz Dalarnas län, auf. Bereits am Gymnasium verfasste sie eigenständige Manuskripte und sandte sie an Verlage. Als sie 14 Jahre alt war, unternahm ihr Vater mit ihr eine längere Auslandsreise durch entlegene Länder Asiens, wodurch sie unter anderem Laos, Japan und China kennenlernte. Der Vater ließ sich mit der Familie in Zaire nieder, wo er als Erzieher von Waisenkinder in einer Missionsstation arbeitete. Diese afrikanischen Erfahrungen seien auch in ihre Bücher eingeflossen.
Nilsson studierte Theologie und Staatswissenschaften an der Universität Uppsala sowie Wirtschaftskunde an der Handelshochschule Stockholm und wollte eigentlich Wissenschaftsjournalistin werden. In jener Zeit arbeitete sie als freie Journalistin für Upsala Nya Tidning, Dagens Industri, Svenska Dagbladet, Dagens Nyheter und Dala-Demokraten.
Ihren ersten Roman „...und raus bist du!“ veröffentlichte sie bereits mit zweiundzwanzig Jahren. Hiermit arbeitet sie ein Stück ihrer Jugend auf und erzählt von sich in autobiografischen Zügen. Sie schreibt sowohl Jugendliteratur als auch Kinderbücher und Erwachsenenliteratur. Unter ihrem Pseudonym Amanda Lind verfasst sie Spannungsromane, da sie sich eigenen Worte zufolge aufgrund ihrer Rastlosigkeit auf kein Literaturgenre festlegen wolle.
Ihre im deutschsprachigen Bereich erschienenen Kinder- und Jugendbücher beschreiben, gestützt auf persönliche Erfahrungen, aus der Kinderperspektive das Leben in Patchwork-Familien (Alva Kuddelmuddel, Alva och familjen låtsas) von Scheidungskindern, von Jugendlichen im Konflikt mit Mobbing, nach einem Selbstmordversuch oder Borderline-Syndrom (... und raus bist du!) oder der Konfrontation einer Schülerin mit dem Amoklauf ihrer besten Freundin ( Ich hau erstmal ab!/Janis den magnifika). Dabei bescheinigte ihr die deutsche Kritik ein großes Einfühlungsvermögen bei der Darstellung der kindlichen Psyche. Ihren bisher nur auf Schwedisch erschienenes Kinderbuch Landet med de tusen namnen bescheinigte man aufgrund der märchenhaften Elemente eine gewisse Nähe zum Stil Astrid Lindgrens.
2007 verfasste sie das Drehbuch De i utkanten älskande für die Produktionsfirma Illusion Films, das auf ihrem gleichnamigen Buch von 2005 basierte. Dieses Skript ist bis dato noch nicht verfilmt worden.
Johanna Nilsson lebt und arbeitet in Uppsala.

## Rezeption
... und raus bist du! wurde 2002 an der Johann-Wolfgang-Goethe-Universität Frankfurt am Main im Rahmen eines Hauptseminars von Hans-Heino Ewers mit dem Thema (Jugend-)Literatur und/über Gewalt zusammen mit anderen aus der schwedischen Sprache übersetzten Titeln (Mats Berggren: Ganz schön blauäugig. Anrich Verlag 2001; Annika Holm: Wehr dich, Mathilda! dtv, München 2001; Annika Thor: Ich hätte nein sagen können. Weinheim: B&G, 1998; und Mats Wahl: Der Unsichtbare. Hanser Verlag 2001) in einer doppelten Unterrichtseinheit besprochen.
Die Ergebnisse der daraus resultierenden Referate und weiteren vergleichenden Forschungen verarbeitete Ewers 2007 in seinem Aufsatz Von der Verherrlichung zur Ächtung von Gewalt. Die Kinder- und Jugendliteratur im Kontext der aktuellen Debatten um Medien und Jugendgewalt.

## Werke

### Als Johanna Nilsson
Schwedisch
- Strandlöpare-, sandlöpare-. 1992
- Hon går genom tavlan, ut ur bilden. 1996; deutscher Titel ... und raus bist du!
- Flickan som uppfann livet. 1999 deutscher Titel Lügennetz
- Robin med huvan. 2001
- Rebell med frusna fötter. Wahlström & Widstrand, Stockholm 2001
- Alva och familjen låtsas. 2003; deutscher Titel Alva Kuddelmuddel
- Konsten att vara Ela. 2003
- De i utkanten älskande. 2005
- Pojken som botade sömnen. 2005
- Jag är leopardpojkens dotter. 2006[11]
- Landet med de tusen namnen. 2007[12]
- SOS från mänskligheten. 2008[13]
- Janis den magnifika. 2009; deutscher Titel Ich hau erst mal ab[14]

In Deutscher Übersetzung
- ... und raus bist du!. Aus dem Schwedischen von Birgitta Kicherer, Hanser Verlag, München/Wien 1998, ISBN 3-446-19448-7.
- ... und raus bist du!. (Ungekürzte Ausgabe) Deutscher Taschenbuch Verlag, München 2001, ISBN 3-423-62064-1.[15]
- Lügennetz. (Deutsche Erstausgabe) Aus dem Schwedischen von Birgitta Kicherer, Deutscher Taschenbuch Verlag, München 2002, ISBN 3-423-62087-0.
- Alva Kuddelmuddel. Deutsche Übersetzung von Birgitta Kicherer, Zeichnungen von Eva Erikson, Oetinger Verlag, Hamburg 2005, ISBN 3-7891-4324-3.[16]
- Ich hau erst mal ab. (Janis den magnifika) Deutsche Übersetzung von Birgitta Kicherer, Oetinger Verlag, Hamburg 2010, ISBN 978-3-7891-4333-5.

### Als Amanda Lind
- Francys Evangelium, Damm 2010
- Francys Testamente, Damm 2011

## Preise und Auszeichnungen
- Wahlström und Widstrands Literaturpreis, 2004
- Gustaf Fröding Stipendium, 2005
- Stipendium aus Gerard Bonniers Donationsfond, 2005
- Karin Boyes Literaturpreis, 2005